# Venarey-les-Laumes
Venarey-les-Laumes je naselje in občina v francoskem departmaju Côte-d'Or regije Burgundije. Leta 2008 je naselje imelo 3.046 prebivalcev.

## Geografija
Kraj leži v pokrajini Burgundiji ob rekah Oze in Brenne, 60 km severozahodno od središča Dijona.

## Uprava
Venarey-les-Laumes je sedež istoimenskega kantona, v katerega so poleg njegove vključene še občine Alise-Sainte-Reine, Boux-sous-Salmaise, Bussy-le-Grand, Charencey, Corpoyer-la-Chapelle, Darcey, Flavigny-sur-Ozerain, Frôlois, Gissey-sous-Flavigny, Grésigny-Sainte-Reine, Grignon, Hauteroche, Jailly-les-Moulins, Marigny-le-Cahouët, Ménétreux-le-Pitois, Mussy-la-Fosse, Pouillenay, La Roche-Vanneau, Salmaise, Source-Seine, Thenissey in Verrey-sous-Salmaise z 8.037 prebivalci.
Kanton Venarey-les-Laumes je sestavni del okrožja Montbard.

## Zanimivosti
- župnijska cerkev sv. Germana Pariškega iz 13. do 15. stoletja,
- most na reki Oze - Pont des Romains, z monumentalnim križem iz 16. stoletja,
- dvorec iz leta 1730 na mestu nekdanjega gradu.

## Pobratena mesta
- Bingen am Rhein (Porenje - Pfalška, Nemčija).